# APS-C

비교

APS-C(Advanced Photo System type-C)는 C('클래식') 형식의 어드밴스트 포토 시스템 필름 네거티브(25.1×16.7mm, 화면비 3:2) 및 Ø 30.15 mm 필드 직경과 크기가 거의 동일한 이미지 센서 형식이다. 따라서 크기가 24.89mm × 18.66mm(0.980인치 × 0.735인치)이고 필드 직경이 Ø 31.11mm인 Super 35 영화 필름 형식과 크기도 동일하다.
이러한 크기에 가까운 센서는 많은 디지털 일안 반사식 카메라(DSLR), 미러리스 렌즈 교환식 카메라(MILC) 및 일부 대형 센서 실시간 미리보기 디지털 카메라에 사용된다. APS-C 크기 센서는 일부 디지털 거리계에도 사용된다.
이러한 센서는 제조업체 및 카메라 모델에 따라 다양한 변형으로 존재한다. 모든 APS-C 변형은 36×24mm 크기의 35mm 표준 필름보다 상당히 작다. 이로 인해 APS-C 센서가 장착된 기기는 특히 35mm 필름 크기의 센서와 함께 사용되는 렌즈 마운트와 관련하여 사용될 때 '잘린 프레임'으로 알려져 있다. 렌즈에서 생성된 이미지의 일부만 캡처된다. APS-C 사이즈 센서를 통해 센서 크기는 20.7×13.8mm~28.7×19.1mm이지만 일반적으로 캐논의 경우 22.3×14.9mm, 다른 제조업체의 경우 23.5×15.6mm이다. 각 변형은 동일한 초점 거리의 렌즈와 화각이 약간 다르며 35mm 필름에 비해 전체적으로 화각이 훨씬 더 좁다. 이것이 바로 각 제조업체가 해당 형식에 맞게 설계된 다양한 렌즈를 제공하는 이유이다.

## 같이 보기
- 어드밴스트 포토 시스템
- 크롭 팩터
- 필름 규격
- 포서즈 시스템
- 풀프레임 DSLR
- 이미지 센서